# Didymodon yunnanensis
Didymodon yunnanensis là một loài rêu trong họ Pottiaceae. Loài này được (Herzog) Broth. mô tả khoa học đầu tiên năm 1925.